# Pletiu del Duc
El Pletiu del Duc és un pletiu del terme municipal de Conca de Dalt, a l'antic terme d'Hortoneda de la Conca, al Pallars Jussà, en territori que havia estat de l'antiga caseria de Senyús.
Està situat al nord dels Masos de la Coma, en el límit nord-est del municipi, al sud de l'extrem oriental de la Serra de Cuberes. És al nord del Clot del Baster, a l'esquerra del Barranquet Negre.